# ヘンリー・セフード
ヘンリー・セフード（Henry Cejudo、1987年2月9日 - ）は、アメリカ合衆国の男性総合格闘家、元レスリング選手。カリフォルニア州ロサンゼルス出身。ファイト・レディー所属。元UFC世界バンタム級王者。元UFC世界フライ級王者。UFC世界バンタム級ランキング11位。UFC史上7人目の二階級制覇王者。UFC史上4人目の二階級同時王者。オリンピック金メダリスト初のUFC世界王者。北京オリンピック男子フリースタイル55kg級金メダリスト。ヘンリー・セジュードとも表記される。

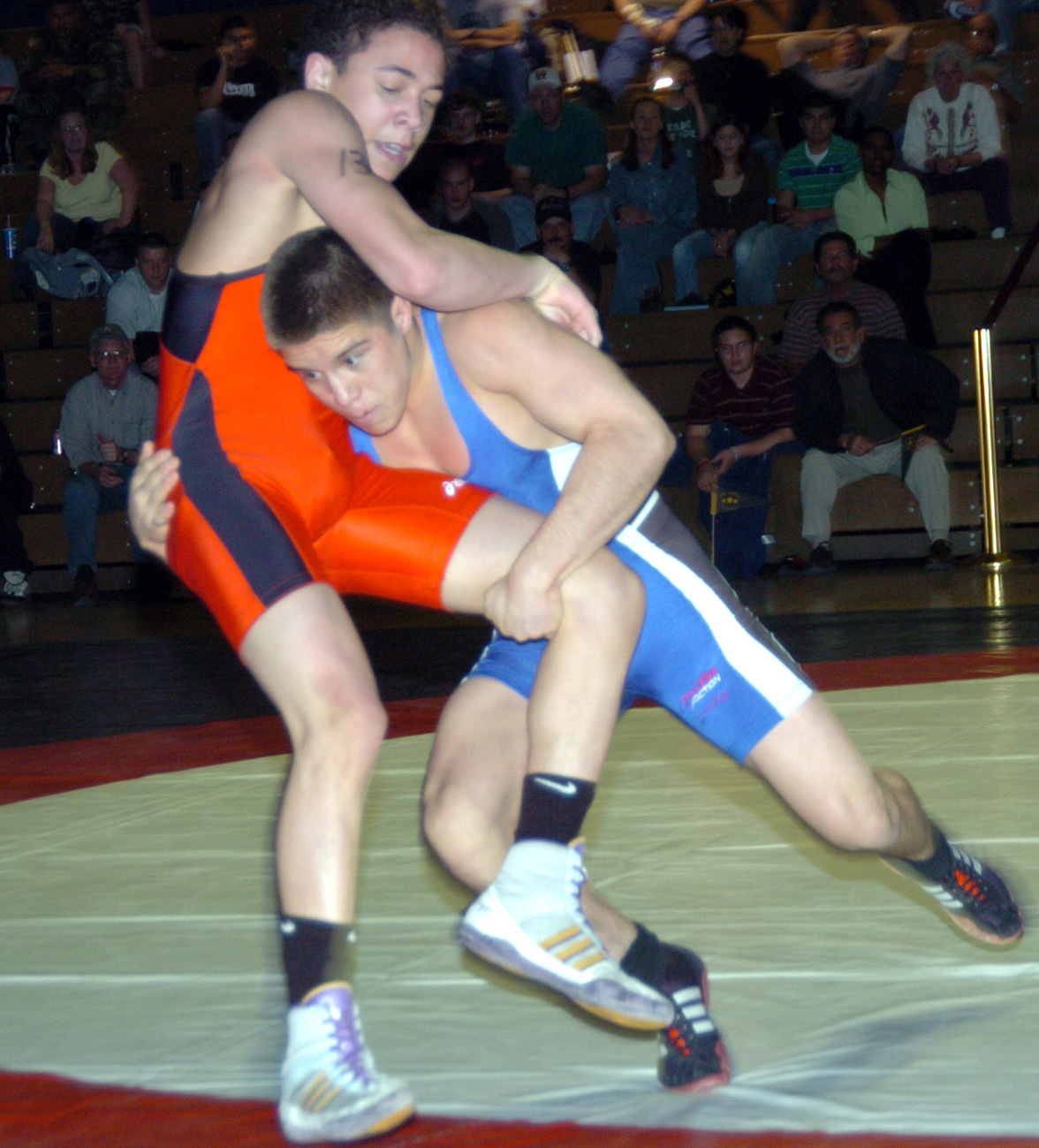
レスリング時代のセフード（2005年）

## 来歴
両親がメキシコからの不法移民の家庭に第6子としてロサンゼルスで生まれ、母子家庭で育てられた。幼い頃はサンノゼ、ラスクルーセス、フェニックスと各地を移り住みながら貧しい生活をしていた。兄の影響でレスリングを始め、高校時代はアリゾナ州で2度、コロラド州で2度州王者になり、ジュニアの世界大会でも2位になった。卒業後は大学には進学せずコロラドスプリングスのオリンピック・トレーニング・センターに招待されフリースタイルレスリングに専念した。アマチュアボクシングではアリゾナ州のゴールデングローブで優勝している。

### レスリング
2008年北京オリンピックに出場し、男子フリースタイル55kg級決勝で松永共広を破りアメリカレスリング史上最年少となる21歳で金メダルを獲得。北京オリンピック直後の2009年に1度引退するも、2つ目の金メダル獲得を目指して2011年に現役に復帰。2012年ロンドンオリンピックは予選で敗退した。
2013年1月30日、総合格闘技に転向を発表。3月2日に総合格闘技デビュー戦を行いTKO勝ちを収めた。

### UFC
2014年7月25日、UFCと契約。マーク・シュルツ、ケビン・ジャクソンに続くUFCと契約した3人目のレスリングオリンピック金メダリストとなった。
2014年8月30日のUFC 177でスコット・ヨルゲンセンと対戦予定であったが、減量中に体調不良となり、欠場した。
2014年12月13日、UFC初参戦となったUFC on FOX 13でダスティン・キムラと対戦し、3-0の判定勝ちを収めた。
2015年3月14日、UFC 185でフライ級ランキング10位のクリス・カリアソと対戦し、3-0の判定勝ちを収めた。
2015年6月13日、UFC 188でフライ級ランキング13位のチコ・カムスと対戦し、3-0の判定勝ちを収めた。
2015年11月21日、UFC Fight Night: Magny vs. Gastelumでフライ級ランキング3位のジュシー・フォルミーガと対戦し、2-1の判定勝ち。
2016年4月23日、UFC 197のUFC世界フライ級タイトルマッチで王者デメトリアス・ジョンソンに挑戦し、ボディへの膝蹴りでTKO負けを喫し王座獲得に失敗した。
2016年8月、リアリティ番組「The Ultimate Fighter」のシーズン24でジョセフ・ベナビデスと共にそれぞれのチームのコーチを務めた。
2016年12月3日、The Ultimate Fighter 24 Finaleでフライ級ランキング1位のジョセフ・ベナビデスと対戦し、1-2の判定負け。
2017年9月9日、UFC 215でフライ級ランキング5位のウィルソン・ヘイスと対戦し、パウンドでTKO勝ち。パフォーマンス・オブ・ザ・ナイトを受賞した。
2017年12月2日、UFC 218でフライ級ランキング4位のセルジオ・ペティスと対戦し、3-0の判定勝ち。

#### UFCフライ級世界王座獲得
2018年8月4日、UFC 227のUFC世界フライ級タイトルマッチで王者デメトリアス・ジョンソンに2年3カ月ぶりに挑戦し、2-1の5R判定勝ちでリベンジを果たし、王座獲得に成功。ファイト・オブ・ザ・ナイトを受賞した。また、オリンピック金メダリストでUFC王座獲得に成功した初めての選手となった。
2019年1月19日、UFC Fight Night: Cejudo vs. DillashawのUFC世界フライ級タイトルマッチで一階級上のUFC世界バンタム級王者TJ・ディラショーの挑戦を受け、開始直後に右フックでダウンを奪い、パウンドでTKO勝ちを収め、王座の初防衛に成功。パフォーマンス・オブ・ザ・ナイトを受賞した。

#### UFCバンタム級世界王座獲得・二階級制覇
2019年6月8日、UFC 238で一階級上のUFC世界バンタム級王座決定戦でバンタム級ランキング1位のマルロン・モラエスと対戦。序盤は打撃で劣勢に立たされるも、徐々に巻き返して3RにパウンドでTKO勝ちを収め、パフォーマンス・オブ・ザ・ナイトを受賞。フライ級に続いてバンタム級王座の獲得に成功し、ランディ・クートゥア、BJ・ペン、コナー・マクレガー、ジョルジュ・サンピエール、ダニエル・コーミエ、アマンダ・ヌネスに続いてUFC史上7人目となる二階級制覇を達成した。また、二階級の王座を同時に保持したのは、コナー・マクレガー、ダニエル・コーミエ、アマンダ・ヌネスに続いてUFC史上4人目となった。
2019年12月19日にバンタム級に専念するためフライ級王座の返上を表明。2020年2月29日のUFC Fight Night: Benavidez vs. Figueiredoで正式に王座を返上した。
2020年5月9日、UFC 249のUFC世界バンタム級タイトルマッチで元UFC世界バンタム級王者ドミニク・クルーズと対戦し、2R終盤に右膝蹴りでダウンを奪いパウンドでTKO勝ち。王座の初防衛に成功した。
2020年5月24日、バンタム級王座を返上し現役引退を発表した。
2022年4月、UFCで現役復帰するために、復帰前に事前に義務付けられている全米アンチドーピング機関（USADA）の検査対象者リストに入った。
2023年5月6日、約3年ぶりの復帰戦となったUFC 288のUFC世界バンタム級タイトルマッチで王者アルジャメイン・スターリングに挑戦し、1-2の5R判定負け。王座再獲得に失敗した。
2024年2月17日、UFC 298でバンタム級ランキング2位のメラブ・ドバリシビリと対戦し、0-3の判定負け。
2025年2月22日、UFC Fight Night: Cejudo vs. Songでバンタム級ランキング8位のソン・ヤドンと対戦。3R終盤に偶発的なサミングをもらい試合が一時中断され、5分間のインターバルの後に再開されたものの、3R終了後にセフードが「左目が見えない」と訴えたため試合がストップされ、3Rの終了時点までの負傷判定決着となり0-3の判定負け。3連敗となった。

## ファイトスタイル
オリンピック金メダリストという肩書き通り、高いテイクダウンディフェンス能力を誇る。レスリング時代よりカウンターレスリングを得意とし、クリンチの攻防から相手を崩して倒し、上のポジションを取って相手のスタミナを削るレスラーらしい巧さをみせる。2016年に連敗を喫してからはトレーニングに空手を取り入れる。それにより打撃の精度と威力が向上し、連敗を喫する以前はUFCでの4勝全てが判定勝利であったが、連敗後は6勝のうち4勝がTKO勝利と戦績面でも打撃力の向上が窺える。

## 人物・エピソード
- オリンピックで金メダルを獲得し、UFCでは二階級制覇を達成したことから「トリプル・C (Triple C ※CはChampの略)」と呼ばれる[14]。
- 2008年に、日本の人気スポーツ・エンターテイメント番組のSASUKEに出場していた経験があり、その際には1stステージリタイアに終わった[15]。
- オリンピック金メダリストでUFC王座獲得に成功した初めての人物として、ギネスブック2020年版に掲載された[16]。
- フリースタイルレスラーのアンヘル・セフード（英語版）は実兄[17]。

## 戦績
| 総合格闘技 戦績 | 総合格闘技 戦績 | 総合格闘技 戦績 | 総合格闘技 戦績 | 総合格闘技 戦績 | 総合格闘技 戦績 | 総合格闘技 戦績 |
| --------------- | --------------- | --------------- | --------------- | --------------- | --------------- | --------------- |
| 21 試合         | (T)KO           | 一本            | 判定            | その他          | 引き分け        | 無効試合        |
| 16 勝           | 8               | 0               | 8               | 0               | 0               | 0               |
| 5 敗            | 1               | 0               | 4               | 0               | 0               | 0               |

| 勝敗 | 対戦相手                       | 試合結果                                 | 大会名                                                                  | 開催年月日     |
| ×    | ソン・ヤドン                   | 3R テクニカル判定0-3                     | UFC Fight Night: Cejudo vs. Song                                        | 2025年2月22日  |
| ×    | メラブ・ドバリシビリ           | 5分3R終了 判定0-3                        | UFC 298: Volkanovski vs. Topuria                                        | 2024年2月17日  |
| ×    | アルジャメイン・スターリング   | 5分5R終了 判定1-2                        | UFC 288: Sterling vs. Cejudo 【UFC世界バンタム級タイトルマッチ】        | 2023年5月6日   |
| ○    | ドミニク・クルーズ             | 2R 4:58 TKO（右膝蹴り→パウンド）         | UFC 249: Ferguson vs. Gaethje 【UFC世界バンタム級タイトルマッチ】       | 2020年5月9日   |
| ○    | マルロン・モラエス             | 3R 4:51 TKO（パウンド）                  | UFC 238: Cejudo vs. Moraes 【UFC世界バンタム級王座決定戦】              | 2019年6月8日   |
| ○    | TJ・ディラショー               | 1R 0:32 TKO（パウンド）                  | UFC Fight Night: Cejudo vs. Dillashaw 【UFC世界フライ級タイトルマッチ】 | 2019年1月19日  |
| ○    | デメトリアス・ジョンソン       | 5分5R終了 判定2-1                        | UFC 227: Dillashaw vs. Garbrandt 2 【UFC世界フライ級タイトルマッチ】    | 2018年8月4日   |
| ○    | セルジオ・ペティス             | 5分3R終了 判定3-0                        | UFC 218: Holloway vs. Aldo 2                                            | 2017年12月2日  |
| ○    | ウィルソン・ヘイス             | 2R 0:25 TKO（右ストレート→パウンド）     | UFC 215: Nunes vs. Shevchenko 2                                         | 2017年9月9日   |
| ×    | ジョセフ・ベナビデス           | 5分3R終了 判定1-2                        | The Ultimate Fighter 24 Finale                                          | 2016年12月3日  |
| ×    | デメトリアス・ジョンソン       | 1R 2:49 TKO（ボディへの膝蹴り→パウンド） | UFC 197: Jones vs. St. Preux 【UFC世界フライ級タイトルマッチ】          | 2016年4月23日  |
| ○    | ジュシー・フォルミーガ         | 5分3R終了 判定2-1                        | UFC Fight Night: Magny vs. Gastelum                                     | 2015年11月21日 |
| ○    | チコ・カムス                   | 5分3R終了 判定3-0                        | UFC 188: Velasquez vs. Werdum                                           | 2015年6月13日  |
| ○    | クリス・カリアソ               | 5分3R終了 判定3-0                        | UFC 185: Pettis vs. dos Anjos                                           | 2015年3月14日  |
| ○    | ダスティン・キムラ             | 5分3R終了 判定3-0                        | UFC on FOX 13: dos Santos vs. Miocic                                    | 2014年12月13日 |
| ○    | イライアス・ガルシア           | 5分3R終了 判定3-0                        | Legacy Fighting Championship 27                                         | 2014年1月31日  |
| ○    | ライアン・ホリス               | 5分3R終了 判定3-0                        | Legacy Fighting Championship 24                                         | 2013年10月11日 |
| ○    | ミゲリート・マルティ           | 1R 1:43 TKO（パンチ連打）                | Gladiator Challenge: American Dream                                     | 2013年5月18日  |
| ○    | アンソニー・セッション         | 1R 4:23 TKO（パンチ連打）                | WFF 10: Cejudo vs. Session 【WFFバンタム級王座決定戦】                  | 2013年4月19日  |
| ○    | ショーン・ヘンリー・バーネット | 1R 4:55 TKO（パンチ連打）                | Gladiator Challenge: Battleground                                       | 2013年3月24日  |
| ○    | マイケル・ポー                 | 1R 1:25 ギブアップ（パンチ連打）         | WFF: Pascua Yaqui Fights 4                                              | 2013年3月2日   |

## 獲得タイトル
- レスリングパンアメリカン選手権 男子フリースタイル55kg級 優勝（2006年）
- パンアメリカン競技大会 レスリング 男子フリースタイル55kg級 優勝（2007年）
- レスリングパンアメリカン選手権 男子フリースタイル55kg級 優勝（2007年）
- レスリングパンアメリカン選手権 男子フリースタイル55kg級 優勝（2008年）
- 北京オリンピック レスリング 男子フリースタイル55kg級 優勝（2008年）
- サンキスト・キッズ・インターナショナル・オープン 男子フリースタイル55kg級 優勝（2011年）
- 第2代UFC世界フライ級王座（2018年）
- 第7代UFC世界バンタム級王座（2019年）

## 表彰
- UFC ファイト・オブ・ザ・ナイト（1回）
- UFC パフォーマンス・オブ・ザ・ナイト（3回）